# Foursquare
Foursquare é uma rede geossocial e de microblogging que permite ao utilizador indicar onde se encontra, e procurar por contatos seus que estejam próximo desse local. O aspecto lúdico vem do fato de ser possível acumular distintivos relativos a lugares específicos, um pouco como os autocolantes dos anos 70.
A aplicação funciona em iOS, Android, Windows Phone, Blackberry e Symbian. Os mapas utilizados pelo Foursquare são provenientes do OpenStreetMap.

## História
O serviço Foursquare foi criado em Nova Iorque em 2009 por Dennis Crowley, Naveen Selvadurai, Harry Heymann, Nathan Folkman e Mike Singletonau e o seu primeiro logo foi desenhado por Mari Sheibley.

## Dados pessoais e segurança
O serviço Foursquare recolhe dados pessoais sobre os utilizadores, por meio de check-ins na plataforma, e compartilha com outros usuários adicionados na lista de amigos. O serviço é baseado no compartilhamento da localização por vontade própria dos seus utilizadores, que também podem acrescentar fotos, comentários e marcar os amigos no check-in.

## Funcionamento
O método de utilização é feito via aparelho móvel (celular/telemóvel, smartphone, ou outro similar) no qual a pessoa cadastrada acessa o aplicativo ou site e ativa, de acordo com sua localização, a checagem e identificação do local onde está via GPS (a operadora precisa ter o serviço disponível, e o aparelho precisa ter a ferramenta/programa e os recursos necessários ativados para tal), informando pontos de referência de localização geográfica cadastrados na base de dados do serviço. O usuário pode ainda compartilhar sua localização com outras pessoas, via Facebook ou Twitter. Há também a opção de realizar um check-in privado, que fica registrado no perfil do usuário, mas não pode ser visto pelos amigos na plataforma. 
A base de dados do Foursquare é criada pelos próprios usuários. O serviço conta ainda com usuários que moderam os lugares, editando as informações de forma a seguir um padrão de visualização. Esses usuários são conhecidos como Superusuários ou SU´s. Os SU´s são escolhidos pelo Foursquare após passarem por testes de conhecimentos sobre o Guia de Estilo.

### Características do jogo
Para cada local registrado em um check-in, pontos são acumulados. Estes pontos geram dois rankings de classificação: um no qual participam você e sua rede de contatos; outro que participam você e todos os usuários da sua cidade.
Para os critérios do jogo, quanto mais vezes você frequentar um lugar, melhor. Se você for o usuário que mais acessou determinado local no período de 30 dias, torna-se prefeito daquele local.
Também é conferido uma espécie de troféu para os usuários mais ativos, que levam em consideração critérios como hábitos e frequência de acesso aos locais mantidos pelo serviço.
O sistema de classificação é reiniciado a cada semana, estimulando as pessoas a dar continuidade nas atividades ligadas ao jogo. 
Apesar de ter um sistema de classificação que incentiva a disputa similar a um jogo, aos poucos, os próprios usuários começaram a usar o Foursquare como um guia cultural e gastronômico de cidades. Em entrevista ao Wall Street Journal, David Crowley, cofundador e CEO da empresa, declarou que o app conta com milhares de usuários que o acessam com a intenção de consumir informações oferecidas por ele. Cada local (ponto turístico, loja, serviço, etc.) pode ser votado pelos usuários, e a média das notas é exibida em sua página, servindo como um indicador que varia de 1 a 10.

## Estatísticas
O Foursquare passou a marca de 1 bilhão de atualizações de dados de entrada de usuários em diferentes locais no mês de setembro de 2011.
Em dezembro de 2010, o CEO da empresa, Dennis Crowley, anunciou que o serviço é utilizado por cerca de 5 milhões de usuários. Em dezembro de 2011 o serviço atinge o triplo desse número.
Em outubro de 2018, o número de check-ins registrados na plataforma era de 12 bilhões. 105 milhões de localizações diferentes, em 190 países, estão cadastradas no serviço.

## Swarm
Em maio de 2014, a empresa criadora do Foursquare lançou o Swarm, novo aplicativo específico para a utilização dos recursos do jogo. Os recursos foram divididos, e a parte relacionada ao guia de locais, avaliação, fotos e comentários, ficou no app Foursquare, enquanto toda a parte de check-in, marcação de amigos, pontuação e ranking, distintivos e prefeituras, migrou para o novo aplicativo.

## Concorrentes e Serviços similares
- Gowalla, primeiro concorrente, comprado pelo Facebook e encerrado em 2012.[8]
- Google Local Guides, comunidade global onde os usuários escrevem comentários, publicam fotos, respondem perguntas, adicionam ou editam lugares e verificam fatos no Google Maps.
- TripAdvisor, site de viagens estadunidense que fornece informações e opiniões de conteúdos relacionados a lugares, hospedagens, restaurantes, entre outros.
- Yelp, rede social em que os usuários compartilham informações e experiências com restaurantes, hotéis, bares, praças, eventos e demais estabelecimentos em um roteiro de viagem.[9]
- Falando de Viagem, rede social brasileira de viagens em que os usuários podem interagir com viajantes, com quem poderão trocar informações, dicas e até mesmo planejar uma viagem juntos.[10]
- Plyce, serviço de geolocalização via celular ou telemóvel, com partilha de fotos e microblogging.
- Identi.ca, que o reproduz, mas diferente no fato de assentar em soluções open source
- Kekanto, rede social e guia dos melhores lugares.